# Łarisa Rozanowa
Łarisa Nikołajewna Rozanowa, po mężu Litwinowa (ros. Лариса Николаевна Розанова (Литвинова), ukr. Лариса Миколаївна Литвинова) ur. 6 grudnia 1918 w Kijowie, zm. 5 października 1997 w Moskwie) – radziecka lotniczka wojskowa, Bohater Związku Radzieckiego (1948).

## Życiorys
Była narodowości ukraińskiej. Do 1936 skończyła 10 klas szkoły, pracowała w fabryce obuwia, ukończyła kijowski aeroklub, a w 1940 szkołę lotniczą w Chersoniu. Pracowała jako lotnik-instruktor w aeroklubie w Teodozji i w Moskwie, od października 1941 służyła w Armii Czerwonej, w 1942 ukończyła kursy nawigatorów przy wojskowej lotniczej szkole pilotów w Engelsie i została skierowana do żeńskiego nocnego pułku lotnictwa bombowego. Od maja 1942 walczyła w wojnie z Niemcami m.in. jako nawigatorka eskadry, dowódca klucza, starszy lotnik i nawigator 588 nocnego pułku lotnictwa bombowego/46 gwardyjskiego  pułku nocnych bombowców („nocne wiedźmy”) na Froncie Południowym (maj-lipiec 1942), Północno-Kaukaskim (lipiec-wrzesień 1942), w składzie Północnej Grupy Wojsk Frontu Zakaukaskiego (wrzesień 1942-styczeń 1943), na Froncie Północno-Kaukaskim (styczeń-listopad 1943), w składzie Samodzielnej Armii Nadmorskiej (listopad 1943-maj 1944) i na 2 Froncie Białoruskim (czerwiec 1944-maj 1945). Brała udział w walkach o Kaukaz, wyzwoleniu Kubania, operacji kerczeńsko-eltigeńskiej, krymskiej, białostockiej, osowieckiej, mławsko-elbląskiej, pomorskiej i berlińskiej, wykonała 816 lotów bojowych, prowadząc naloty na siłę żywą i technikę wroga. Po wojnie była nawigatorką nocnego pułku lotnictwa bombowego w Północnej Grupie Wojsk w Polsce, w grudniu 1945 została zwolniona do rezerwy w stopniu kapitana. Od sierpnia 1945 była zamężna z inżynierem lotniczym Ilją Litwinowem, którego nazwisko przyjęła. Do 1979 pracowała jako inżynier w Naukowo-Badawczym Instytucie Źródeł Prądu. Została pochowana na Cmentarzu Nikoło-Archangielskim pod Moskwą.

## Odznaczenia
- Złota Gwiazda Bohatera Związku Radzieckiego (23 lutego 1948)
- Order Lenina (dwukrotnie - 15 maja 1946 i 23 lutego 1948)
- Order Czerwonego Sztandaru (dwukrotnie - 30 października 1943 i 7 marca 1945)
- Order Wojny Ojczyźnianej I klasy (dwukrotnie - 26 kwietnia 1944 i 11 marca 1985)
- Order Czerwonej Gwiazdy (9 września 1942)

i medale.